# Жозе I
Жозе́ I Реформатор (на португалски: D. José I, o Reformador) е крал на Португалия от династия Браганса от 31 юли 1750 година.

## Биография

### Произход
Роден е на 6 юни 1714 година в дворец Рибейра в Лисабон. Син е на Жуау V и Мария-Анна Австрийска, дъщеря на свещения римски император Леополд I и Елеонора Магдалена фон Пфалц-Нойбург.

### Брак с Мария-Виктория
През 1727 г. инфанта Мариана-Виктория е сгодена за португалския престолонаследник Жозе – принца на Бразилия. Двамата се женят на 19 януари 1729 г. в Елваш, Португалия. От този брак се раждат четири дъщери:
- Мария I (1734 – 1816) – кралица на Португалия
- Мария Ана Франциска (1736 – 1813)
- Мария Франциска Доротея (1739 – 1771)
- Мария Франциска Бенедикта (1746 – 1829)

### Управление
След смъртта на баща си встъпва на престола през 1750 година. Управлението на държавата предоставя на маркиз де Помбал. Влиятелният маркиз Помбал се опитва да престрои всички аспекти от икономическата, социалната и колониалната политика, така че Португалия да може ефективно да съперничи на другите държави в Европа.
Самият крал се отдава на удоволствия. Кралят обявява голямата си дъщеря Мария за наследница на престола и я провъзгласява за принцеса на Бразилия. Към този момент кралят е уверен, че съпругата му няма да му роди син.
След силното Лисабонско земетресение от 1755, отнело живота на около 100 хиляди души Жозе́ I развива клаустрофобия и се оказва неспособен да живее в масивни сгради. Той премества кралския двор в обширен комплекс от палатки на хълмовете Ажуда.
Покушението над живота на краля от Хозе Авейра, през 1758 година, послужва за повод за изгнание от Португалия на йезуитите.

### Смърт и наследство
Жозе́ I умира на 24 февруари 1777 година в двореца Синтра след продължителна болест, по време на която регентството принадлежи на неговата съпруга Мариана Виктория.
Жозе е наследен от неговата най-голяма дъщеря Мария I.